# 莎拉·阿什頓-西里洛
莎拉·阿什頓-西里洛（英語：Sarah Ashton-Cirillo，1977年7月9日—），也被稱為莎拉·阿什頓（Sarah Ashton）和莎拉·西里洛（Sarah Cirillo），出生名麥可·約翰·阿什頓-西里洛 （Michael John Ashton-Cirillo），是一位美國記者。在俄烏戰爭期間，她以戰地記者的身份參加烏克蘭武裝部隊，擔任了戰鬥醫護兵的職務，其軍事呼號是金髮女郎（Blonde）。她來自美國內華達州的拉斯維加斯，自稱為「正在康復中的政治活動者」，在2020年至2021年期間活躍於內華達州的政治圈子，包括一次競選拉斯維加斯市議會未成功的經歷。
在2021年，阿什頓-西里洛因公開了她在與共和黨候選人合作期間的對話記錄而引起了全國媒體的關注，這些記錄記錄了他們招募極右翼團體「驕傲男孩」的成員，計劃進行一場名為「布魯克斯兄弟騷亂」（暗指2000年同名的抗議活動）的行動，旨在推翻2020年美國總統選舉的結果。在2022年，她洩露了與內華達州總檢察長共和黨提名人的短信往來，這成為2022年內華達州總檢察長選舉中的一個關鍵爭議點。
從2022年3月開始，阿什頓-西里洛在烏克蘭哈爾科夫報導俄羅斯對烏克蘭的入侵，主要為《LGBTQ國度》撰寫文章，經常關注戰爭對LGBTQ群體的影響。作為一名跨性別女性，她被認為是第一位公開身份的跨性別戰地記者，也是唯一一位報導這場入侵的跨性別記者。在哈爾科夫，她與烏克蘭軍方和警方密切合作，並被哈爾科夫州佐洛奇夫市市長任命為代表，與援助機構一起進行宣傳。在目睹並報導了2022年10月基輔導彈襲擊事件後（包括發佈一個有爭議的廣泛分享影片，其中顯示了一具屍體），她辭去了《LGBTQ國度》的職務，成為烏克蘭克里米亞韃靼人的諾曼·切萊比吉汗營的軍醫。2023年2月，在與第113哈爾科夫防衛旅第209營的前線上服役時，她被俄羅斯炮擊受傷。她隨後被分配到烏克蘭國土防衛隊，並於2023年8月成為其英語發言人之一。

## 早年生活、敘利亞難民危機和性別轉變（1977年—2019年）
阿什頓-西里洛出生於1977年7月9日，出生地在北佛羅里達州；她以前的姓氏是「西里洛」。根據她在《內華達州獨立報》上的署名，她自2004年起居住在拉斯維加斯；根據《內華達州時事報》的報導，她在2016年「在那裏定居，以便更接近」她的前妻和孩子。在她這個階段的生活，她曾擔任過房地產分析師，撲克玩家，以及一家醫療保健公司的傳播總監。
2015年，在她進行性別轉換之前，阿什頓-西里洛因為她害怕進入敘利亞，只前往土耳其的敘利亞難民營報導難民危機。她寫了一本關於這次經歷的書，名為《淚水的軌跡》（Along the Tracks of Tears），但對其品質不滿意，因為她一直擔心如果同行的人知道她是一名跨性別女性，他們是否會接受她。
阿什頓-西里洛在2018年開始間歇性地接受女性化激素療法，然後在2019年5月決定進行性別轉變，她形容這是「35年等待去擁抱自己」的結果。她後來表示，如果她沒有進行性別轉變，她可能已經死去。她的轉變包括性別確定手術和頭髮生長。當她開始接受自己的性別認同時，她匆忙完成了《公平·正確·公正》（Fair. Right. Just.）一書，因為她擔心自己會自殺，她匆忙完成了這本書。在開始進行性別認同後，她將這本小說和《淚水的軌跡》從市場中下架，解釋道：
回想起來，我意識到我討厭自己，作為一名作家，我並不忠於自己。我當時思考的很多事情，尤其是在那本關於難民的書中，「如果我是跨性別者，這些人會怎麼說？他們會怎麼做？」我感到像一個騙子，因為我並沒有真實地活出真我。

## 內華達州政治
阿什頓-西里洛在參與內華達州政治活動時，自稱為進步主義行動者和左翼自由主義者，後來她稱自己為「康復中的政治活動者」。《華盛頓郵報》和《內華達州獨立報》將她描述為自由主義活動人士，《拉斯維加斯評論日報》則形容她為「毫不掩飾地傾向左派」。截至截至2022年2月，她是民主黨的註冊黨員。

### 內華達州共和黨和驕傲男孩 (2020年—2021年)
在2020年9月，阿什頓-西里洛以莎拉·西里洛的名義開始在內華達州共和黨擔任候選人以進行對手研究工作。她後來告訴《華盛頓郵報》和《內華達州獨立報》，她轉換黨派的最初目的是為了進行關於極端主義的研究，並幫助她的朋友納迪亞·克拉爾（Nadia Krall）以共和黨身份當選地方法官。據《每日野獸》報導，阿什頓-西里洛說服克拉爾從民主黨轉換黨派，以獲得阿什頓-西里洛的知名共和黨聯絡人背書。阿什頓-西里洛以堅定的右翼、特朗普主義者的形象，與內華達州共和黨建立了聯繫，參加並主持由知名黨派人物組織的集會。她向《華盛頓郵報》評論說，她作為自由主義活動人士的記錄在網上是公開的，並告訴《每日野獸》說：「這些人太愚蠢了，沒有去了解我的進步政治，因為他們非常渴望將我象徵化。」她對自己的跨性別身份持開放態度。有些人對此漠不關心，而共和黨律師西格爾·查塔（Sigal Chattah）則將其視為一種積極因素，稱阿什頓-西里洛為「獨角獸」。
在2020年美國總統選舉之後，阿什頓-西里洛參與參與了將極右翼男性組織「驕傲男孩」，後來在襲擊美國國會事件中扮演了一定角色的團體，帶到克拉克縣選舉部門前的集會活動。這些努力是全國範圍內試圖推翻祖·拜登勝利的行動的一部分。選舉之後的第二天，阿什頓-西里洛收到了麥克謝恩有限責任公司（McShane LLC）的副總裁發來的信息。該公司是由共和黨聘請來調查選舉舞弊的。在這條信息中，麥克謝恩的副總裁表示，共和黨眾議員保羅·戈薩爾計劃在亞利桑那州舉行一次「布魯克斯兄弟騷亂」，這是指2000年共和黨工作人員的示威活動，對喬治·W·布殊的勝利起到了推波助瀾的作用。副總裁還說，阿什頓-西里洛應該在內華達州開始計劃類似的活動，並且他們應該「將驕傲男孩納入其中」。這促使阿什頓-西里洛聯繫了一群極右翼活動人士，其中至少一人是驕傲男孩的成員。在人群中，穿著驕傲男孩標誌顏色的人比例相對較小，抗議活動保持了和平。戈薩爾否認曾與麥克謝恩的副總裁討論過任何抗議活動。
根據阿什頓-西里洛向克拉克郡共和黨披露的種族主義和反猶太主義的文字信息，克拉克郡共和黨隨後禁止七人參與共和黨的郡內事務。其中一位被禁止的人是阿什頓-西里洛在招募克拉克郡集會人員時曾聯繫的驕傲男孩成員。

### 布倫多的辯護和競選拉斯維加斯市議會（2021年）

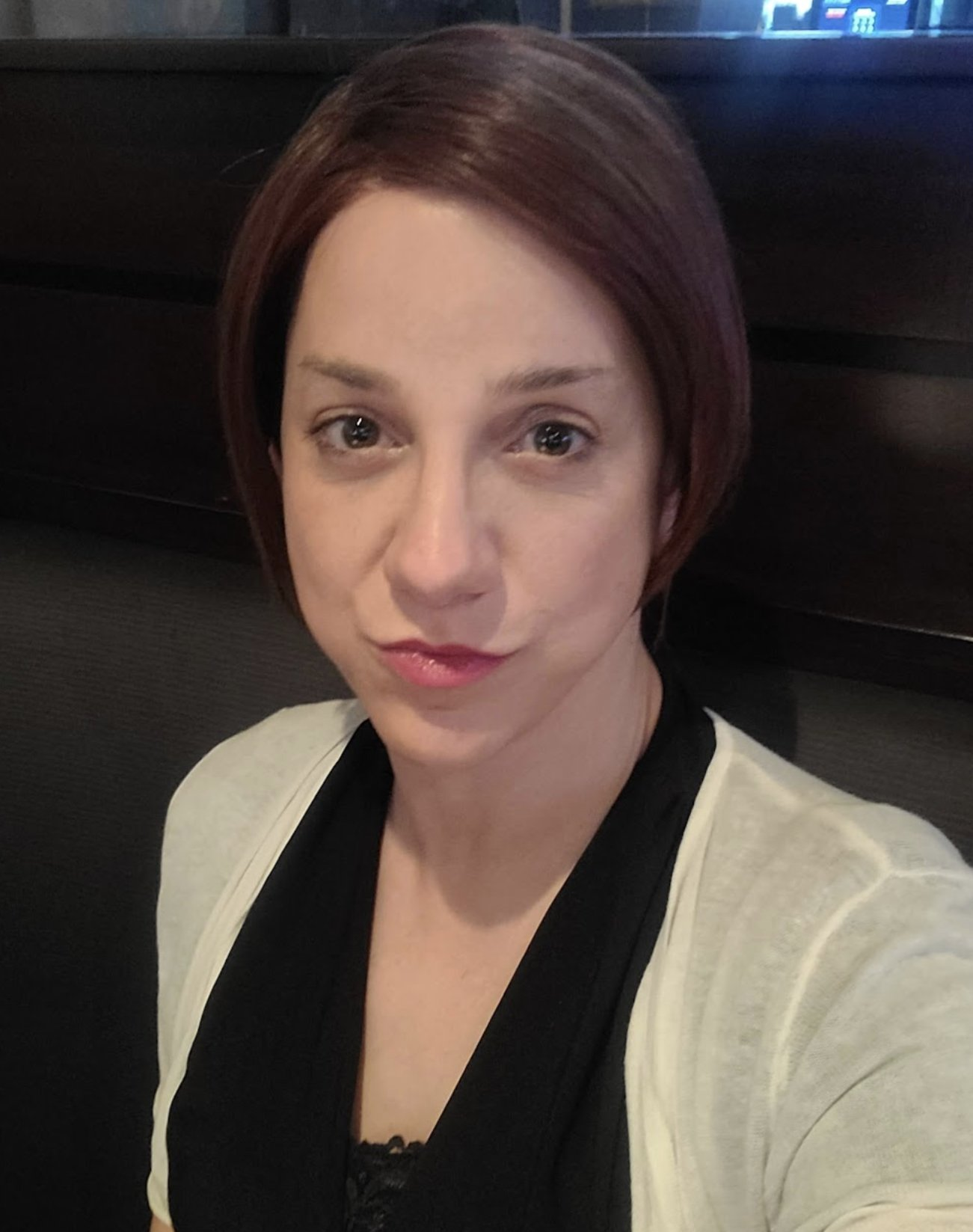
2021年10月的阿什頓-西里洛

在2021年初，阿什頓-西里洛努力為共和黨奈縣官員里奧·布倫多（Leo Blundo）統籌辯護，他被指控非法投票將《關懷法案》資金提供給自己的企業。布倫多譴責這些指控為「深層政府、政治腐敗行為」，而阿什頓-西里洛在一次新聞發布會上稱讚他為「無辜之人」，引起了人群的掌聲。內華達州檢察長辦公室拒絕對布倫多提起訴訟。
到了2021年春季，阿什頓-西里洛決定以民主黨身份參選拉斯維加斯市議會，名字改為莎拉·阿什頓（她在同年三月改名為莎拉·阿什頓-西里洛）。最初她打算在第二選區挑戰共和黨現任議員維多利亞·西曼（Victoria Seaman）。六月份，她將參選目標轉為第六選區，挑戰同樣是共和黨的米歇爾·菲奧雷（Michele Fiore）。阿什頓-西里洛告訴《洋流報》她已向聯邦調查局提供她與菲奧雷之間的大量通信，作為FBI對菲奧雷競選財務支出進行調查。
阿什頓-西里洛於2021年10月退出競選，稱她希望專注於自己創建的政治新聞門戶網站《Political.tips》。

### Political.tips和查塔文本爭議（2022年）
透過《Political.tips》，阿什頓-西里洛報導了關於BlueLeaks的與內華達州相關的內容。BlueLeaks是由黑客組織分散式拒絕機密（Distributed Denial of Secrets）在2020年6月公開的一組執法機關數據。在一篇與BlueLeaks相關的文章中，阿什頓-西里洛透露了與她的前朋友西格爾·查塔的短信對話，當時查塔是內華達州檢察長的共和黨候選人。在被洩漏的對話中，查塔將現任檢察長亞倫·D·福特（Aaron D. Ford）比作哈馬斯的領導人，並表示他應該「被吊在他媽的起重機上」。福特是非裔美國人，有些人將這種言論視為種族主義；福特拒絕與查塔辯論，稱「她不尊重我作為一個人的尊嚴」。阿什頓-西里洛表示她不認為查塔是種族主義者，也沒有意圖提及福特的種族，她發布這些短信的目的是批評查塔的脾氣。福特最終成功連任；《哈芬登郵報》將洩漏的短信視為競選中的重大爭議。

## 2022年俄羅斯入侵烏克蘭
阿什頓-西里洛表示，在她撰寫小說《公平·正確·公正》期間，她參觀了波羅的海國家的博物館，之後開始「憎恨俄羅斯」。這本小說於2017年由她自行出版。當俄羅斯在2022年2月全面入侵烏克蘭時，她前往烏克蘭，計劃撰寫一本關於由此引發的難民危機以及她之前在敘利亞難民危機中的經驗的書籍。

### 新聞與行動主義（2022年3月至8月）
她於2022年3月4日透過波蘭進入烏克蘭。在經歷敘利亞期間進行了性別轉變後，她最初對進入烏克蘭有所猶豫，因為她聽說烏克蘭LGBT權利狀況。烏克蘭邊境當局在審查她的旅行證件時要求她取下假髮。雖然她的內華達州駕駛執照反映了她的新名字和性別身份，但她的美國護照並沒有更新，因此她被發給一張新聞記者證，主要使用她的現名，但也註明了她的舊名。阿什頓-西里洛表示她理解這兩個決定；對於後者，她告訴《華盛頓刀鋒報》：「我對此感到滿意，因為在當時的情況下，我無法相信他們會給我發新聞記者證。」進入烏克蘭後，她前往利沃夫，然後想靠近前線，前往伊萬諾-弗蘭科夫斯克。在那裡，兩個男子邀請她去哈爾科夫，其他記者都在逃離該城市，因為那裡太危險。當時她沒有戰鬥頭盔、胸部保護器或記者身份的標誌。
阿什頓-西里洛在哈爾科夫安頓下來，租了一間位於北薩爾蒂夫卡的公寓，該地區是城市中受到轟炸最嚴重的地區之一。這與大多數外國記者的做法不同，他們會進出該地區進行採訪，其中一些人還住在阿什頓-西里洛的公寓中。阿什頓-西里洛在抵達哈爾科夫後不久，開始為《LGBTQ國度》報導戰爭對LGBTQ群體的影響，起初是以自由撰稿人的身份撰稿。她的工作包括採訪在烏克蘭作戰的男同性戀者，報導烏克蘭LGBTQ群體在禁止男性戰鬥年齡人士離開國家後努力離開的挑戰，以及記錄俄羅斯對LGBTQ群體的戰爭罪行。她還在Twitter上報導戰爭情況，並在Substack上連載一本名為《前線上的跨性別者》（Trans at the Front）的連載小說以進行報導。她在六月份出現在《BBC》的〈烏克蘭播客〉節目上，討論俄羅斯軍隊使用閹割手段恐嚇烏克蘭人口的情況。
| 莎拉·阿什頓-西里洛 | Twitter的logo，一个风格化的小蓝鸟 |
| @SarahAshtonLV     | Twitter的logo，一个风格化的小蓝鸟 |

來自哈爾科夫的令人難以置信的消息！ 
報導稱，智利俄羅斯間諜@realGonzaloLira已在#Kharkiv（哈爾科夫）被捕。
他（據稱）是一名冒充「記者」的俄羅斯破壞分子，目的是摧毀#Ukraine️（烏克蘭）。
恭喜烏克蘭安全部門。
#StandWithUkraine️
2022年4月18日
在同一時期，阿什頓-西里洛與烏克蘭軍隊和警察建立了密切聯繫，有時給他們送食物，並在檢查站運送武器。在她報導親俄評論家貢薩洛·里拉被烏克蘭安全部隊拘留後，俄羅斯外交部誣指她與納粹結盟，並假指里拉被殺害；里拉在次日無恙釋放。俄羅斯外交部發言人瑪麗亞·扎哈羅娃強調阿什頓-西里洛是跨性別者，並提到了「自由派酷兒和『誠實』的西方記者」 。在此事件之後，阿什頓-西里洛開始在哈爾科夫媒體中心（Kharkiv Media Hub）工作，該中心隸屬於烏克蘭媒體中心（Media Center Ukraine），並協助何塞·安德雷斯（José Andrés）的世界中央廚房在從俄羅斯收復的地區運作。在她參觀位於烏克蘭與俄羅斯邊境相距15英里（24）的俄語烏克蘭村莊佐洛奇夫以報導救援工作後，該村莊的市長任命她為其正式代表，以便她能夠代表村莊向援助機構進行宣傳。
由於扎哈羅娃的帖子，阿什頓-西里洛在Twitter上受到俄羅斯支持者的嚴重騷擾，包括綁架、拷打和死亡的威脅。她對一位美國保守派評論家提起誹謗訴訟，因為他重複散佈陰謀論，聲稱她殺害了里拉；後來她的律師被要求重寫訴狀，因為訴狀中包含了「政治性宣言和人身攻擊」。極右翼假新聞網站《信息戰》棄名錯稱阿什頓-西里洛的情況下，指責她「與新納粹亞速營結伴而行」，亞當·齊沃（Adam Zivo）先前為《Xtra雜誌》撰寫了關於阿什頓-西里洛的專題報導，在《華盛頓檢查者報》的一篇評論文章中，將該報導描述為「一篇打擊性的文章……重複宣揚了俄羅斯被證明不實的指控」。

### 向軍事角色過渡（2022年8月至10月）
在2022年夏季，阿什頓-西里洛在佐洛奇夫目睹了一次俄羅斯的炮火襲擊，炮擊發生在她所住的街對面，這使她重新評估自己在這場衝突中的位置 。在齊沃的《華盛頓檢查者報》觀點文章中，他表示阿什頓-西里洛最初在2022年7月試圖加入烏克蘭武裝部隊（AFU或UAF），但為了在2022年9月烏克蘭反攻期間支援其他外國記者，她推遲了自己的計劃。除了代表佐洛奇夫之外，她於2022年8月成為烏克蘭國防部的平民雇員。同月，由於與AFU的利益衝突，她停止為《LGBTQ國度》報導。她在烏克蘭政府的工作包括撰寫政策文件和分析報告。
阿什頓-西里洛在2022年10月10日俄羅斯對基輔的襲擊中為首位記者作現場報導，該襲擊發生在距離她住所700英尺（210）的地方。她所拍攝的事後影片在社交媒體上廣泛分享，其中顯示了街上的一具屍體，引起了爭議。後來她告訴《美國之音》的記者塔蒂亞娜·沃羅日科（Tatiana Vorozhko），她沒有預料到這場爭議，因為在烏克蘭東部，看到死人已經成為家常便飯。

### 軍旅生涯（2022年10月至2023年6月）
到了基輔遭受導彈襲擊時，阿什頓-西里洛已經做好了入伍烏克蘭武裝部隊（AFU）的準備，在襲擊後不久她前往招募站尋求入伍；2022年10月12日，她在推文上宣布以高級軍醫的身份進入了AFU。隨後，她辭去了在《LGBTQ國度》的記者職務。她表示，作為來自美國南部的鄉村女孩，她「知道如何射擊」，並且她之前接受過醫學培訓。她的上校判定她的跨性別身份不是問題，並且通過了標準體檢。她於2022年10月27日完成了戰鬥醫護兵的訓練。她最初被分配到諾曼·切萊比吉汗營（Noman Çelebicihan Battalion）。根據阿什頓-西里洛和記者艾德爾·穆日達巴耶夫（Айдер Муждабаєв）（後者在與《烏克蘭真理報》的一篇博客文章中寫道），這支克里米亞韃靼人部隊由列努爾·伊斯利亞莫夫（Ленур Іслямов）領導。
阿什頓-西里洛不會講烏克蘭語，但與戰友通常使用英語、西班牙語或德語進行溝通，或通過Google翻譯進行交流。在接受克羅地亞《N1電視台》的採訪時（在她入伍的兩個半星期後），她像之前一樣宣稱「烏克蘭已經贏了」，呼籲恢復到1991年的邊界。她表示，除了作為醫護兵的裝備外，她還獲得了一把AK-74步槍，並表示將用它來壓制敵方火力。她告訴《華盛頓刀鋒報》，當俄羅斯官媒播放她開槍並發誓要收復克里米亞的影片後，她在自己的部隊中贏得了讚譽。

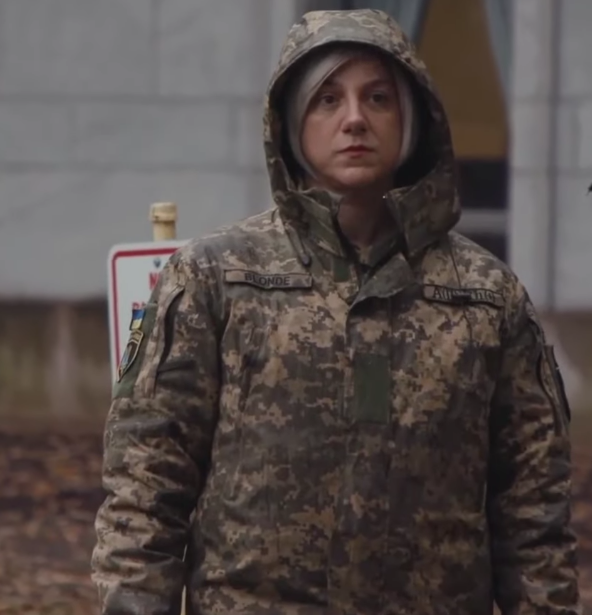
阿什頓-西里洛於2022年12月在雷伯恩大廈辦公樓外展示諾曼·切萊比吉汗營的徽章，如圖所示她在接受《美國之音》採訪（烏克蘭語）

在2022年12月中旬，阿什頓-西里洛與美國國會議員、包括羅傑·威克參議員在內的議會成員，以及議員的助手、活動人士、非政府組織的員工和歐洲安全與合作組織的成員會面。她以自己作為分析師的背景代表烏克蘭主張，持續向該國提供軍事援助將有很高的投資回報。她還邀請政府成員來烏克蘭親眼見證武器的使用情況。
在2023年2月，當時隸屬於第113哈爾科夫防衛旅209營的阿什頓-西里洛朝頓巴斯地區的前線挺進。2023年2月22日，她在俄羅斯的炮擊中受傷，手部受傷並且面部留下了疤痕。根據阿什頓-西里洛的說法，在令她受傷的戰鬥中，她的部隊對敵人造成了「巨大的傷亡」。在一段影片中，另一名士兵在給她的手部包紮時，她說：「他們不能殺死我們。他們不能傷害我們。勝利屬於我們。這一點他媽都不重要。為什麼？因為我們是烏克蘭。」在隨後的推文中，她表示自己已被送往醫院。阿什頓-西里洛受傷後，俄軍就像對待其他知名士兵一樣懸賞她，導致烏軍停止在廣播中使用她的呼號「金發女郎」。
康復後的阿什頓-西里洛於2023年4月初晉升為初級中士，並於5月返回美國華盛頓特區。她會見了三名美國眾議院議員和其他幾位議員的助手，以及何塞·安德烈斯 (José Andrés)，她曾在哈爾科夫的世界中央廚房工作過。

### 烏克蘭國土防衛隊發言人及停職审查
6月，阿什頓-西里洛被指派為烏克蘭國土防衛隊從事英語媒體工作，並於8月被任命為烏克蘭國土防衛隊的英語發言人之一。烏克蘭國防部副部長漢娜·馬利亞爾，提到阿什頓-西里洛在Twitter上一個月內在擁有2830萬用戶，並稱讚她的工作「揭穿了俄羅斯的假話和宣傳」。
阿什頓-西里洛在基輔一家工作室製作YouTube節目《了解烏克蘭》和《俄羅斯討厭真相》，俄羅斯電視台播出了一個長達一小時的特別節目，稱她是「烏克蘭人民的可怕恥辱」。她隨後表示，她「以被俄羅斯人仇恨為榮」。8月，她呼籲抵制CNN的一篇報道，該報道稱烏克蘭的外國戰士為「僱傭兵」；其後CNN更正了該字眼。
2023年9月，阿什頓-西里洛發布了一段影片，其中她表示「俄羅斯的戰爭罪犯宣傳者將會被追捕，正義將會伸張」。這言論引發了俄羅斯支持者的批評。9月18日，反對美國支持烏克蘭的美國參議員J·D·萬斯寫信給幾位拜登政府官員，指責阿什頓-西里洛威脅要對「任何傳播『俄羅斯宣傳』的人」採取暴力行動，並詢問她的背景和與美國的聯繫。阿許頓-西里洛稱這封信稱為「令人失望」，並表示這是「俄羅斯的謊言」的結果，並告訴《新聞周刊》稱對於被指控的俄羅斯宣傳者和戰爭罪犯會有正當程序處理。
9月20日，烏克蘭國土防衛隊暫停阿什頓-西里洛的職務，等待對未經批准的言論進行調查。烏克蘭國土防衛隊沒有具體指明涉及哪些言論，但《每日野獸》和《基輔郵報》猜測是萬斯的爭議而導致此舉，而《倡導》則斷定是如此。
乌军经过调查后，没有发现阿什頓-西里洛有不当行为。

### 近况
2024年2月26日，阿什頓-西里洛中士获授功绩十字勋章。

## 影響
在擔任戰地記者期間，阿什頓-西里洛被認為是唯一一位報導俄羅斯入侵烏克蘭的跨性別記者；《今日美國》於2023年的一篇由卡迪·斯坦頓（Cady Stanton）撰寫的專題將她描述為「世界上首位公開身份的跨性別戰地記者」。根據阿什頓-西里洛的說法，許多當地的烏克蘭人沒有意識到她是跨性別者。她表示她所在部隊的其他士兵知道她的身份，而且「有些人對此完全接受」；有些人提出的問題來自「真正的好奇心」。她對比起她在美國的經歷，表示在烏克蘭作為一個跨性別者的經驗更為正面：
在美國，人們傾向於將跨性別者和整個LGBTQ+社群當作一個分歧議題，以物化的方式對待他們。而在烏克蘭呢？如果莎拉願意去幹掉俄羅斯，我們才不在乎她是跨性別者，因為這裏沒有其他人。她和我們一起參與任務時被炮擊。她在火箭炸中的時候仍然在拍攝。這才是對他們來說重要的事情。
她對比起她在兩個國家的記者經驗，對沃羅日科（Vorozhko）表示：「在烏克蘭，即使在戒嚴狀態下，作為一名記者，我享有比在美國拍攝警察更大的自由。」
阿什頓-西里洛混合新聞和行動主義的方式，這在記者界引起了爭議，但卻使她在烏克蘭人之間很受歡迎。加入烏克蘭國際領土防御軍團的美國媒體評論家馬爾科姆·南斯稱讚了阿什頓-西里洛的奉獻精神，他說：「砲彈對你的性別認同不屑一顧。子彈不在乎你使用的代詞。寒冷和挨餓的人也不在乎。他們只知道當他們看到良好的人性時，而她就是我感覺她所具備的。」根據南斯的說法，村民們稱阿什頓-西里洛為「莎拉夫奇卡」，即「我們的小莎拉」。齊沃將阿什頓-西里洛在烏克蘭人中的受歡迎程度和她所經歷「幾乎沒有恐跨症」的情況描述為烏克蘭人對待LGBT群體態度轉變的一個象徵。阿什頓-西里洛表示，媒體正在「炒作這裡事實上只有一名跨性別士兵」。據她所說，至少還有一名烏克蘭跨性別女性，正在為烏克蘭戰鬥。
齊沃在《華盛頓檢查者報》上關於阿什頓-西里洛的文章通常被認為是對跨性別者持負面態度，但他在這篇文章的語氣不尋常地正面。這引起了《Slate》的埃文·厄克特（Evan Urquhart）的評論。齊沃在《國家郵報》上反駁說，阿什頓-西里洛作為一個「對保守派友好的……愛國、勇敢和非身份認同主義」的跨性別者，提供了一個機會，「展示人類的良善可以超越文化戰爭」，即使「她認為《華盛頓檢查者報》的某些內容充滿仇恨」。阿什頓-西里洛表示，她的轉變並不定義她，「只是我身為個人方面的附加」。J·K·羅琳，一位以其對跨性別權利的爭議性觀點而聞名的作家，轉發了阿什頓-西里洛關於受傷的帖子，這引起了《時代廣播電台》和《國家報》的關注。阿什頓-西里洛告訴前者，她感謝羅琳對烏克蘭的支持，並推遲對身份政治的評論 。她強調言論自由的重要性，告訴《國家報》「我們願意為像羅琳這樣的人有權自由表達自己而犧牲生命」。

### 引用
1. ↑  Lavers 2022，引用自 Zakharova 2022
2. 1 2  Smart 2022.
3. ↑  Ashton-Cirillo 2022k.
4. 1 2 3 4 5 6 7 8 9 10 11 12 13 14 15 16 17 18 19  Lavers 2022.
5. ↑  Lavers 2022; Stanton 2023.
6. ↑  . Twitter.   [2023-06-19] （英语）.
7. ↑  Passoth 2022.
8. ↑  Vorozhko 2022a; Ukrinform 2023.
9. 1 2 3 4 5  Owen 2022.
10. 1 2  LGBTQ Nation.
11. 1 2 3 4 5 6  Scherer 2021.
12. 1 2 3 4 5 6  Stanton 2023.
13. 1 2  Zivo 2022a; O'Brien 2022，7:18.
14. ↑  Ashton-Cirillo 2022h; Ashton-Cirillo 2022j.
15. ↑  Ashton-Cirillo 2021.
16. 1 2  Gentry 2021b.
17. 1 2 3 4 5 6 7  Dentzer 2022.
18. 1 2 3 4  Sollenberger 2021.
19. 1 2 3 4 5 6 7 8 9 10 11  Zivo 2022a.
20. ↑  Ashton-Cirillo 2022g.
21. ↑  Scherer 2021; Smith 2021.
22. ↑  Scherer 2021; Dentzer 2022.
23. 1 2  Scherer 2021; Gentry 2021a.
24. ↑  Hebrock 2020.
25. ↑  Appleton 2021.
26. ↑  Ashton-Cirillo 2022c.
27. ↑  Dentzer 2022; Gentry 2021b.
28. ↑  Gentry 2021c.
29. ↑  Dentzer 2022; Political.tips 2021.
30. ↑  Ashton-Cirillo 2022a.
31. ↑  Smith 2022.
32. ↑  Golonka 2022，引用自Ashton-Cirillo 2022a
33. ↑  Golonka 2022.
34. ↑  Shuham 2022.
35. ↑  Zivo 2022a; Lavers 2022.
36. ↑  Zivo 2022a; Beecher 2022.
37. ↑  Owen 2022，引用自Ashton-Cirillo 2022b
38. ↑  Zivo 2022a; Stanton 2023.
39. ↑  Passoth 2022，引用自Ashton-Cirillo 2022d
40. ↑  Lavers 2022，引用自Ashton-Cirillo 2022f
41. ↑  Owen 2022，引用自Ashton-Cirillo 2022i.
42. ↑  Zivo 2022a，引用自@SarahAshtonLV和Trans at the Front
43. ↑  Derbyshire & Shevchenko 2022.
44. ↑  Ashton-Cirillo 2022e.
45. ↑  Young 2022,引用自Ashton-Cirillo 2022e和Zakharova 2022
46. ↑  Media Center Ukraine 2022.
47. ↑  Beedle 2022; Bradbury 2022.
48. ↑  Wingerter 2023.
49. 1 2  Zivo 2022b.
50. ↑  Vorozhko 2022a， O'Brien 2022，0:46，自Ashton-Cirillo 2022l從中摘錄音頻
51. 1 2 3  Vorozhko 2022a.
52. ↑  Owen 2022，引用自Ashton-Cirillo 2022m
53. ↑  Raczkiewycz 2022，第3頁.
54. ↑  Ladisic 2022，3:01; Muzhdabaev 2022.
55. ↑  Ladisic 2022，6:13.
56. ↑  CBS 2023，0:51; Lavers 2023.
57. ↑  CBS 2023，1:08.
58. ↑  Lavers 2023，引用自Ashton-Cirillo 2023a
59. ↑  Ukrinform 2023; Ashton-Cirillo 2023b.
60. 1 2 3 4  Segura 2023.
61. 1 2  Lavers 2023b.
62. ↑  Ashton-Cirillo 2023c.
63. 1 2  Lavers 2023c; Kyiv Post 2023a; Kyiv Post 2023b.
64. ↑  AFP 2023a.
65. 1 2  Quinn 2023.
66. ↑  Ring 2023; Kyiv Post 2023c.
67. ↑  Jackson 2023.
68. ↑  Maskell 2023，引用自Ashton-Cirillo 2023d
69. ↑  AFP 2023b; Quinn 2023.
70. ↑  Kyiv Post 2023c.
71. ↑  Ring 2023.
72. ↑  Vorozhko 2022b，2:16.
73. ↑  Zivo 2022d.
74. ↑  Urquhart 2022.
75. ↑  Zivo 2022c.
76. 1 2  Crawford 2023，23:51.

### 來源
- Appleton, Rory. . Las Vegas Review-Journal. 25 July 2019  [6 September 2022]. （原始内容存档于7 November 2020）.
- Appleton, Rory. . Las Vegas Review-Journal. February 4, 2021  [September 5, 2022]. （原始内容存档于5 September 2022）.
- Beecher, Jay. . Op-Ed. Kyiv Post. 2022-05-29  [2022-09-15]. （原始内容存档于6 August 2022）.
- Beedle, Heidi. . Colorado Times Recorder. 2022-05-02  [2022-07-25]. （原始内容存档于14 June 2022） （美国英语）.
- Bradbury, Shelly. . The Denver Post. 29 November 2022  [29 November 2022]. （原始内容存档于2022-11-29）.
- (Video interview). CBS News. 2022-02-23  [24 February 2023]. （原始内容存档于2023-08-11）.
- Dentzer, Bill. . Las Vegas Review-Journal. February 12, 2022  [September 4, 2022]. （原始内容存档于5 September 2022）.
- Derbyshire, Victoria (co-host); Shevchenko, Vitaly (co-host). . Ukrainecast (Podcast interview). BBC. 2022-06-22.  事件发生在 18:39  [2022-09-15]. （原始内容存档于15 September 2022） （英国英语）.
- Gentry, Dana. . Nevada Current. May 27, 2021a  [September 4, 2022]. （原始内容存档于5 September 2022）.
- Gentry, Dana. . Nevada Current. 9 June 2021b  [2022-07-25]. （原始内容存档于13 March 2022） （美国英语）.
- Gentry, Dana. . Nevada Current. July 15, 2021c  [September 4, 2022]. （原始内容存档于5 September 2022）.
- Golonka, Sean. . The Nevada Independent. 15 September 2022  [26 December 2022]. （原始内容存档于2022-12-26） （英语）.
- Hebrock, Robin. . Pahrump Valley Times (Las Vegas Review-Journal, Inc.). November 29, 2020  [September 5, 2022]. （原始内容存档于2020-11-29）.
- Ladisic, Tihomir (host).  [American woman in the Ukrainian army: Putin is hiding in bunkers!]. Novi Dan (Video interview). N1. 2022-11-02  [2022-11-15]. （原始内容存档于2022-11-17） （克罗地亚语及英语）.
- Lavers, Michael K. . Washington Blade. 22 December 2022  [25 December 2022]. （原始内容存档于2022-12-25）.
- Lavers, Michael K. . Washington Blade. February 23, 2023  [2022-02-23]. （原始内容存档于2023-05-26）.
- . Media Center Ukraine (新闻稿). 23 May 2022  [26 December 2022]. （原始内容存档于2022-12-26）.
- Muzhdabaev, Ayder. . Blogs. Ukrainska Pravda. 2022-11-10  [17 November 2022]. （原始内容存档于2022-11-11）.
- O'Brien, Tova (host). . . Tova (Audio interview) (Today FM). 2022-10-13  [2022-10-15]. （原始内容存档于2022-10-16） （英语）.
- Owen, Greg. . LGBTQ Nation. 22 October 2022  [16 November 2022]. （原始内容存档于2022-11-17）.
- Passoth, Kim. . FOX 5 Las Vegas (Article and video interview). 2022-04-01  [2022-09-15]. （原始内容存档于12 May 2022） （英语）.
- Raczkiewycz, Mark.  (PDF). The Ukrainian Weekly 90 (44) (Ukrainian National Association). 2022-10-30: 1,3  [2022-11-16]. （原始内容存档 (PDF)于2022-11-17）.
- Scherer, Michael. . The Washington Post. 2021-06-02  [9 August 2022]. OCLC 1330888409. （原始内容存档于19 April 2022）.
- Shuham, Matt. . HuffPost. 14 November 2022  [15 November 2022]. （原始内容存档于2022-12-27） （英语）.
- Smart, Jason Jay. . Kyiv Post. 2022-07-20  [2022-07-25]. （原始内容存档于20 July 2022）.
- Smith, John L. . The Nevada Independent. July 18, 2021  [September 4, 2022]. （原始内容存档于9 August 2022）.
- Smith, John L. . The Nevada Independent. 2022-02-20  [16 November 2022]. （原始内容存档于2022-11-16） （英语）.
- Sollenberger, Roger. . The Daily Beast. 2021-06-03  [2022-07-25]. （原始内容存档于2 August 2022） （英语）.
- Stanton, Cady. . USA Today. 2023-01-16  [24 February 2023]. （原始内容存档于2023-02-24）.
- . Ukrinform. 2023-02-23  [24 February 2023]. （原始内容存档于2023-08-11） （乌克兰语）.
- Urquhart, Evan. . Slate. 25 October 2022  [15 November 2022]. （原始内容存档于2022-11-16） （英语）.
- Vorozhko, Tatiana.  . Voice of America (Article and video). 17 December 2022a  [19 December 2022]. （原始内容存档于2022-12-23） （乌克兰语）.
  - Excerpted in English as: Vorozhko, Tatiana. . Voice of America. 29 December 2022b  [24 February 2023]. （原始内容存档于2023-08-11） （英语）.
- Wingerter, Justin. . The Denver Post. BusinessDen. 1 February 2023  [24 February 2023]. （原始内容存档于2023-03-28）.
- Young, Cathy. . The Bulwark. 29 April 2022  [26 July 2022]. （原始内容存档于26 July 2022）.
- Zakharova, Maria. . Russian Ministry of Foreign Affairs. 2022-04-21  [17 November 2022]. （原始内容存档于2022-06-10） –Telegram （俄语）.
  - Translation screenshot linked from Young 2022: . 2022-04-28  [2022-11-17]. （原始内容存档于2022-09-22） –Imgur.
- Zivo, Adam. . Xtra Magazine. 21 July 2022a  [2022-09-15]. （原始内容存档于21 July 2022）.
- Zivo, Adam. . Opinion. Washington Examiner. 17 October 2022b  [15 November 2022]. （原始内容存档于2022-11-15） （英语）.
- Zivo, Adam. . NP Comment. National Post. 1 November 2022c  [15 November 2022] （英语）.
- Zivo, Adam. . LGBTQ Nation. 6 December 2022d  [12 December 2022]. （原始内容存档于2022-12-24） （英语）.
- Zivo, Adam. . Commentary. LGBTQ Nation. 23 December 2022e  [24 December 2022]. （原始内容存档于2022-12-23）.

來自阿什頓-西里洛
- . LGBTQ Nation.   [2022-07-25]. （原始内容存档于2022-07-15）.
- . Twitter (Profile).   [2022-11-16]. （原始内容存档于2022-11-16） （英语）.
- Ashton-Cirillo, Sarah. .   [2022-07-25]. （原始内容存档于9 July 2022） –Substack （英语）.
- Ashton-Cirillo, Sarah. . Self-published. 2017. ISBN 9781546650461.
- . Political.tips (新闻稿). 2021-10-27  [2022-09-05]. （原始内容存档于5 September 2022） –PR Newswire （英语）.
- Ashton-Cirillo, Sarah. . The Nevada Independent. 2021-12-10  [2022-07-25]. （原始内容存档于24 July 2022） （英语）.
- Ashton-Cirillo, Sarah. . Political.tips. 17 January 2022a  [26 December 2022]. （原始内容存档于2022-12-26） （英语）.
- Ashton-Cirillo, Sarah. . LGBTQ Nation. 17 March 2022b  [25 December 2022]. （原始内容存档于2022-11-16）.
- Ashton-Cirillo, Sarah. . LGBTQ Nation. 22 March 2022c  [25 July 2022]. （原始内容存档于25 July 2022）.
- Ashton-Cirillo, Sarah. . LGBTQ Nation. 28 March 2022d  [2022-07-25]. （原始内容存档于25 July 2022）.
- Ashton-Cirillo, Sarah [@SarahAshtonLV].  (推文). （原始内容存档于2022-07-20） –Twitter. Missing or empty |date= (help)
- Ashton-Cirillo, Sarah. . LGBTQ Nation. 18 May 2022f  [25 December 2022]. （原始内容存档于2022-12-25）.
- Ashton-Cirillo, Sarah. . Gay Sonoma. 20 May 2022g  [25 July 2022]. （原始内容存档于24 September 2022）.
- Ashton-Cirillo, Sarah. .  (Serialized book). 20 June 2022h  [2022-09-11]. （原始内容存档于11 September 2022） –Substack （英语）.
- Ashton-Cirillo, Sarah. . LGBTQ Nation. 21 June 2022i  [2022-07-25]. （原始内容存档于25 July 2022）.
- Ashton-Cirillo, Sarah [@SarahAshtonLV].  (推文).   [24 January 2023]. （原始内容存档于2022-07-10） –Twitter. Missing or empty |date= (help)
- Ashton-Cirillo, Sarah [@SarahAshtonLV].  (推文).   [26 December 2022]. （原始内容存档于2022-12-26） –Twitter. Missing or empty |date= (help)
- Ashton-Cirillo, Sarah [@SarahAshtonLV].  (推文).   [2022-11-16]. （原始内容存档于2022-10-24） –Twitter. Missing or empty |date= (help)
- Ashton-Cirillo, Sarah [@SarahAshtonLV].  (推文).   [2022-11-17]. （原始内容存档于2022-10-15） –Twitter. Missing or empty |date= (help)
- Ashton-Cirillo, Sarah [@SarahAshtonLV].  (推文).   [2022-02-23] –Twitter. Missing or empty |date= (help)
- Ashton-Cirillo, Sarah [@SarahAshtonLV].  (推文).   [2022-02-24] –Twitter. Missing or empty |date= (help)

## 外部鏈接
- 莎拉·阿什頓-西里洛的X（前Twitter）
- Sarah Ashton-Cirillo's articles （页面存档备份，存于）來自《LGBTQ國度》